# Лёгкие бетоны

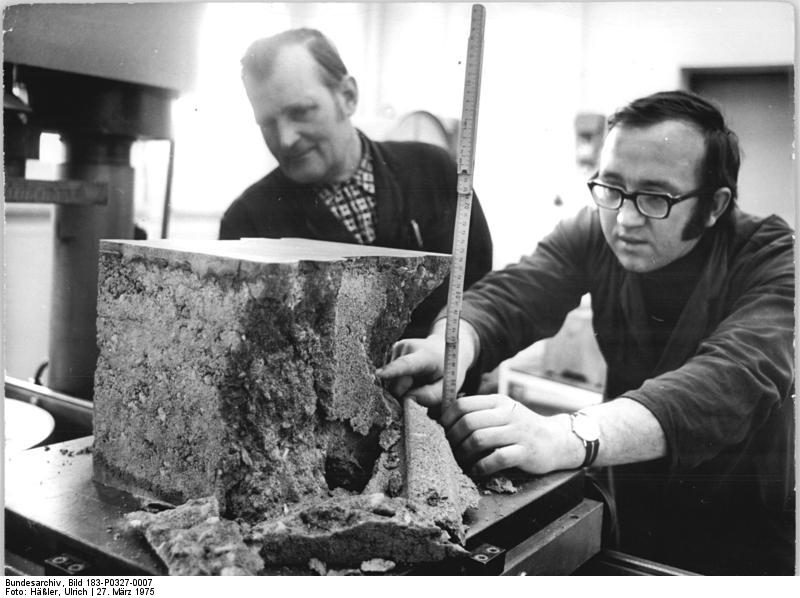
Тестирование легкобетонного блока на влагостойкость. Риза (ГДР), 1975

Лёгкие бетоны — группа бетонов с объёмной массой 200-1000 кг/м3. К ней относятся бетоны на пористых заполнителях (керамзитобетон, аглопоритобетон, перлитобетон), бетоны на лёгких органических заполнителях (арболит, костробетон, полистиролбетон) и ячеистые бетоны (пенобетон, газобетон). В качестве вяжущих могут быть использованы цемент, гипс, магнезиальный цемент.
Применяются лёгкие бетоны как конструкционные или теплоизоляционные материалы, обладая небольшой массой и стоимостью относительно тяжёлых бетонов. Отдельно выделяют высокопрочные лёгкие бетоны полифункционального назначения, удельная прочность которых превышает 25 МПа.

## Виды бетона
Согласно ГОСТ 25192-2012 (на Украине — ДСТУ Б В.2.7-221:2009), классификация бетонов производится по основному назначению, виду вяжущего, виду заполнителей, структуре и условиям твердения:
- По назначению различают бетоны обычные (для промышленных и гражданских зданий) и специальные — гидротехнические, дорожные, теплоизоляционные, декоративные, а также бетоны специального назначения (химически стойкие, жаростойкие, звукопоглощающие, для защиты от ядерных излучений и др.)[4].
- По виду вяжущего вещества различают цементные, силикатные, гипсовые, шлакощелочные, асфальтобетон, пластобетон (полимербетон) и др.
- По виду заполнителей различают бетоны на плотных, пористых или специальных заполнителях.
- По структуре различают бетоны плотной, поризованной, ячеистой или крупнопористой структуры.
- По условиям твердения бетоны подразделяют на твердеющие
  - в естественных условиях;
  - в условиях тепловлажностной обработки при атмосферном давлении;
  - в условиях тепловлажностной обработки при давлении выше атмосферного (автоклавного твердения).

Дополнительно к классификации ГОСТ 25192-2012 (ДСТУ Б В.2.7-221:2009) используется классификация бетонов по объёмной массе:
- особо тяжёлый (плотность свыше 2500 кг/м³) — баритовый, магнетитовый, лимонитовый;
- тяжёлый (плотность 2200—2500 кг/м³);
- облегчённые (плотность 1800—2200 кг/м³);
- лёгкий (плотность 500—1800 кг/м³) — полистиролбетон, керамзитобетон, пенобетон, газобетон, арболит, вермикулитовый, перлитовый;
- особо лёгкий (плотность менее 500 кг/м³).

По содержанию вяжущего вещества и заполнителей бетоны подразделяют на:
- тощие — с пониженным содержанием вяжущего вещества и повышенным содержанием крупного заполнителя;
- жирные — с повышенным содержанием вяжущего вещества и пониженным содержанием крупного заполнителя;
- товарные — c соотношением заполнителей и вяжущего вещества по стандартной рецептуре.

## Эксплуатационные свойства
Основной показатель, которым характеризуется бетон — прочность на сжатие. По ней устанавливается класс бетона. Согласно СНиП 2.03.01-84 «Бетонные и железобетонные конструкции», класс обозначается латинской буквой «B» и цифрами, показывающими выдерживаемое давление в мегапаскалях (МПа). Например, обозначение В25 означает, что бетон данного класса в 95 % случаев выдерживает давление 25 МПа. Для расчёта показателя прочности необходимо учитывать и коэффициенты, например, для класса В25 нормативная прочность на сжатие, применяемая в расчётах — 18,5 МПа. Возраст бетона, отвечающий его классу по прочности на сжатие и осевое растяжение, назначается при проектировании исходя из возможных реальных сроков загрузки конструкции проектными нагрузками, способа возведения, условий твердения бетона. При отсутствии этих данных класс бетона устанавливается в возрасте 28 суток.
| Класс прочности на сжатие для лёгкого бетона в соответствии с DIN 1045-1 |                                          |                                      |
| Класс прочности                                                          | Характерная сила сжатия цилиндра (Н/мм²) | Средняя сила сжатия цилиндра (Н/мм²) |
| LC12/13                                                                  | 12                                       | 20                                   |
| LC16/18                                                                  | 16                                       | 24                                   |
| LC20/22                                                                  | 20                                       | 28                                   |
| LC25/28                                                                  | 25                                       | 33                                   |
| LC30/33                                                                  | 30                                       | 38                                   |
| LC35/38                                                                  | 35                                       | 43                                   |
| LC40/44                                                                  | 40                                       | 48                                   |
| LC45/50                                                                  | 45                                       | 53                                   |
| LC50/55                                                                  | 50                                       | 58                                   |
| LC55/60                                                                  | 55                                       | 63                                   |
| LC60/66                                                                  | 60                                       | 68                                   |

Наряду с классами, прочность бетона также задаётся марками, обозначаемыми латинской буквой «М» и цифрами от 50 до 1000, означающими предел прочности на сжатие в кгс/см². ГОСТ 26633-91 «Бетоны тяжёлые и мелкозернистые. Технические условия» устанавливает следующее соответствие между марками и классами при коэффициенте вариации прочности бетона 13,5 %:
| Класс бетона по прочности | Ближайшая марка бетона по прочности |
| ------------------------- | ----------------------------------- |
| B3,5                      | М50                                 |
| B5                        | М75                                 |
| B7,5                      | М100                                |
| B10                       | М150                                |
| B12,5                     | М150                                |
| B15                       | М200                                |
| B20                       | М250                                |
| B22,5                     | М300                                |
| B25                       | М350                                |
| B27,5                     | М350                                |
| B30                       | М400                                |
| B35                       | М450                                |
| B40                       | М550                                |
| B45                       | М600                                |
| B50                       | М700                                |
| B55                       | М750                                |
| B60                       | М800                                |
| B65                       | М900                                |
| B70                       | М900                                |
| B75                       | М1000                               |
| B80                       | М1000                               |

Для проверки прочности незатвердевшей смеси используются камеры нормального твердения, проверка прочности готовой конструкции осуществляется с помощью молотков Кашкарова, Физделя или Шмидта. 
Согласно ГОСТ 7473-94 «Смеси бетонные. Технические условия», по удобоукладываемости (обозначается буквой «П») различают бетоны:
- сверхжёсткие (жёсткость более 50 секунд);
- жёсткие (жёсткость от 5 до 50 секунд);
- подвижные (жёсткость менее 4 секунд, подразделяются по осадке конуса).

ГОСТ устанавливает следующие обозначения бетонных смесей по удобоукладываемости:
Марка по удобоукладываемости Норма по жёсткости, с Осадка конуса, см
Сверхжесткие смеси
СЖ3 Более 100 -
СЖ2 51—100 -
СЖ1 менее 50 -
Жесткие смеси
Ж4 31—60 -
Ж3 21—30 -
Ж2 11—20 -
Ж1 5—10 -
Подвижные смеси
П1 4 и менее 1—4
П2 — 5—9
П3 — 10—15
П4 — 16—20
П5 — 21 и более
Показатель удобоукладываемости имеет решающее значение при бетонировании с помощью бетононасоса. Для прокачки насосом используют смеси с показателем не ниже П4.
Другие важные показатели
Прочность на изгиб.
Морозостойкость — обозначается латинской букой «F» и цифрами 50-1000, означающими количество циклов замерзания-оттаивания, которые способен выдержать бетон.
Водонепроницаемость — обозначается латинской буквой «W» и цифрами от 2 до 20, обозначающими давление воды, которое должен выдержать образец-цилиндр данной марки.

## Искусственные пористые заполнители
В ряде случаев промышленные отходы можно использовать в качестве сырья для получения заполнителей. Например, при производстве жёлтого фосфора из фосфоритов на 1 т продукции приходится 10 т отходов в виде шлака. Из этих отходов в Казахстане организовано производство щебня, который в 2-3 раза дешевле щебня из природного камня. В Азербайджане получают искусственный пористый заполнитель — аглопорит из отходов алюминиевого завода, а также из отработанного гумбрина — глины, используемой в нефтеперерабатывающей промышленности для очистки нефтяных масел.
Современные технологии переработки неоднородных городских бытовых отходов предусматривают предварительное извлечение из них ряда полезных веществ и термическую обработку. В результате получают спекшиеся остатки, вполне пригодные в качестве заполнителей для бетонов определённого назначения или материала для устройства оснований дорог вместо дробленых каменных пород.
Таким образом, для разнообразных по назначению и свойствам бетонов могут оказаться пригодными различные отходы или продукты их переработки. В решении многоаспектной и сложной проблемы защиты окружающей среды от выбрасываемых отходов важная роль отводится строителям, имеющим возможность их использования в качестве заполнителей для бетона. Потребность в заполнителях огромна, она соизмерима с объёмами имеющихся отходов, что позволяет значительно уменьшить расходование природных ресурсов в сфере строительства.

## Основы проектирования состава лёгких бетонов
При подборе состава лёгких бетонов исходят из условия получения экономичного бетона, обеспечивающего не только удобоукладываемость бетонной смеси и прочность бетона, но и заданную плотность при наименьшем расходе цемента.
Задача подбора состава лёгкого бетона усложняется по сравнению с подбором состава тяжёлого бетона. Подбирая состав тяжёлого бетона, обычно находят соотношение между щебнем и песком, требуемое В/Ц и расход цемента. В лёгком бетоне трудно установить расчётом В/Ц, а удобоукладываемость колеблется в больших пределах. Это связано с тем, что пористые заполнители обладают значительным водопоглощением, интенсивно отсасывая воду из цементного теста. Шероховатая поверхность пористых заполнителей затрудняет получение точных показателей удобоукладываемости смеси. Эти обстоятельства приводят к тому, что состав легкобетонной смеси подбирают опытным путём, определяя оптимальный расход воды для каждого состава бетона, устанавливая зависимость прочности бетона от расхода цемента при оптимальных расходах воды.
Существует несколько методов подбора состава лёгкого бетона, но чаще всего применяют метод подбора состава лёгкого бетона по оптимальному расходу воды. При этом пользуются способом опытных затворений, который включает следующие операции: выбор наибольшей крупности и определение содержания крупного и мелкого заполнителей (6.15); определение расхода вяжущих и добавок для пробного замеса; предварительный расчёт расхода заполнителей на 1 м³ смеси для приготовления пробных замесов; уточнение расхода воды по заданной подвижности или выявление оптимального содержания воды по наибольшей плотности уплотнённой легкобетонной смеси; установление зависимости между расходом вяжущего и прочностью бетона при заданной подвижности смеси. Одновременно устанавливают зависимость между расходом цемента и плотностью бетона при принятых условиях уплотнения смеси.